# Waterboro
Waterboro – miasto w Stanach Zjednoczonych, w stanie Maine, w hrabstwie York.